# Akihiro Satō (Fußballspieler, August 1986)
Akihiro Satō (japanisch 佐藤 昭大 Satō Akihiro; * 30. August 1986 in der Präfektur Mie) ist ein ehemaliger japanischer Fußballspieler.

## Karriere
Satō erlernte das Fußballspielen in der Jugendmannschaft von Sanfrecce Hiroshima. Seinen ersten Vertrag unterschrieb er 2005 bei Sanfrecce Hiroshima. Der Verein spielte in der höchsten Liga des Landes, der J1 League. Für den Verein absolvierte er acht Erstligaspiele. 2007 wurde er an den Zweitligisten Ehime FC ausgeliehen. Für den Verein absolvierte er 28 Ligaspiele. 2008 kehrte er zum Zweitligisten Sanfrecce Hiroshima zurück. 2008 wurde er mit dem Verein Meister der zweiten Liga und stieg in die erste Liga auf. Für den Verein absolvierte er 30 Ligaspiele. 2010 wechselte er zum Ligakonkurrenten Kashima Antlers. Für den Verein absolvierte er 10 Erstligaspiele. 2016 wechselte er zum Zweitligisten Roasso Kumamoto. Für den Verein absolvierte er 82 Ligaspiele. 2019 wechselte er zum Ligakonkurrenten Montedio Yamagata.
Ende 2020 beendete er seine Karriere als Fußballspieler.

## Erfolge
Kashima Antlers
- J.League Cup: 2011, 2012, 2015
- Kaiserpokal: 2010

| Personendaten    | Personendaten              |
| ---------------- | -------------------------- |
| NAME             | Satō, Akihiro              |
| ALTERNATIVNAMEN  | 佐藤 昭大 (japanisch)      |
| KURZBESCHREIBUNG | japanischer Fußballspieler |
| GEBURTSDATUM     | 30. August 1986            |
| GEBURTSORT       | Präfektur Mie, Japan       |